# Бурян Енчев
Бурян Александров Енчев е български сценарист.

## Биография
Роден е в град Бургас на 26 януари 1924 г. Завършва през 1952 г. ВГИК, Москва.

## Филмография
Като режисьор
- Нашият октомври (1967)

Като сценарист
- На тихия бряг (1963)
- Дом на две улици (1960)
- Димитровградски (1956)
- Празник (1955)
- Горска република (1952)